# Missionari dello Spirito Santo

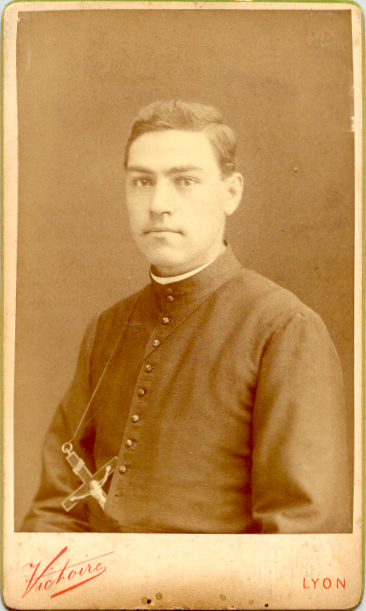
Félix Rougier, fondatore dell'istituto

I missionari dello Spirito Santo (in latino Missionarii a Spiritu Sancto, in spagnolo Misioneros del Espíritu Santo) sono un istituto religioso maschile di diritto pontificio: i religiosi di questa congregazione clericale pospongono al loro nome la sigla M.Sp.S.

## Storia
La congregazione venne fondata a Tepeyac, presso Città del Messico,  dal missionario marista francese Félix Rougier (1859-1938), su ispirazione della mistica Concepción Cabrera de Armida, con il fine di promuovere le vocazioni sacerdotali: il 25 dicembre 1914 José Ramón Ibarra González, arcivescovo di Puebla de los Ángeles, affidò a Rougier i primi due aspiranti religiosi (un sacerdote e un seminarista).
L'istituto ottenne il pontificio decreto di lode il 12 dicembre 1931 e le sue costituzioni vennero approvate definitivamente dalla Santa Sede il 12 dicembre 1939.

## Attività e diffusione
I missionari dello Spirito Santo si dedicano alla gestione di seminari e case per sacerdoti e a tutte le opere proprie dell'attività sacerdotale.
Oltre che in Messico, sono presenti in Cile, Colombia, Costa Rica, Italia, Spagna e Stati Uniti d'America: la sede generalizia è a Città del Messico.
Alla fine del 2004 la congregazione contava 58 case e 400 religiosi, 260 dei quali sacerdoti.